# Sufetula sunidesalis
Sufetula sunidesalis is een vlinder uit de familie van de grasmotten (Crambidae), uit de onderfamilie van de Lathrotelinae. De wetenschappelijke naam van deze soort is voor het eerst gepubliceerd in 1859 door Francis Walker.
De soort komt voor in India (Sikkim, Assam), Sri Lanka, Maleisië (Sarawak) en Japan.